# クリスティアーノ・モラエス・オリベイラ
クリスティアーノ・モラエス・デ・オリベイラ（Cristiano Moraes de Oliveira、1983年9月28日 - ）は、ブラジル・マナウス出身のサッカー選手。ポジションはミッドフィルダー、フォワード。

## 経歴
マナウスにあるナシオナル-AMでキャリアをスタートした。
2005年8月、ポルトガルのパソス・デ・フェレイラに移籍した。
2009年12月、ギリシャのPAOKと契約をし移籍した。

## 所属クラブ
- ナシオナルFC 2004-2005
- FCパソス・デ・フェレイラ 2005-2010
- PAOKテッサロニキ 2010-2011
- スポルティング・クルーベ・デ・ポルトゥガル 2011
- SCベイラ・マル 2011
- クリシューマEC 2012
- ヴィトーリアFC 2012-2013
- ナシオナルFC 2013